# Bécédi-Brignan
Bécédi-Brignan – miasto w Wybrzeżu Kości Słoniowej, w dystrykcie Lagunes, w regionie La Mé, w departamencie Adzopé.